# Săliștea, Alba
Săliștea (în trecut Cioara, în maghiară: Alcsócsóra, în germană: Tschora) este satul de reședință al comunei cu același nume din județul Alba, Transilvania, România.

## Obiective turistice
- Mânăstirea Afteia cu hramul ”Constantin și Elena”, construită în secolul al XVI-lea, se află la 22 km de comuna Săliștea, pe locul unei străvechi așezări dispărute, cu numele Volnkarhis. La început se numea "Sihăstria din Plăișor" cu hramul „Nașterea Maicii Domnului”, dar cu începere din secolul al XVII-lea până azi este cunoscută sub numele de ”Mânăstirea/Sihăstria Afteia” sau ”Mânăstirea de la Cioara”.
- Biserica de lemn din Săliștea din anul 1798.
- Conacul Barcsay (sediul actual al Primăriei).

## Personalități
- ”Călugărul Sofronie” (născut Stan Popovici), preot, luptător pentru libertatea ortodoxiei în Transilvania secolului al XVIII-lea.

## Galerie de imagini

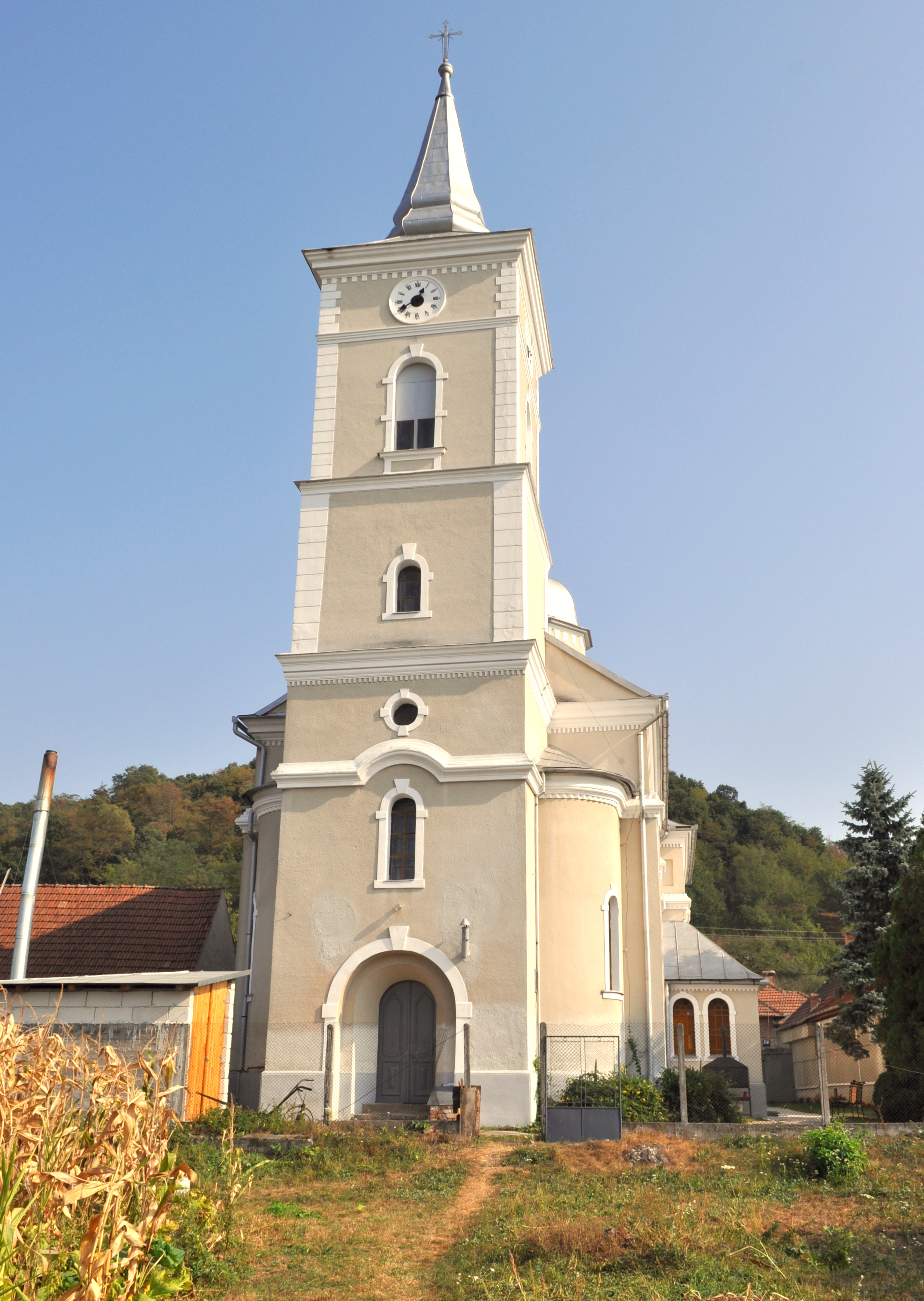
Biserica „Nașterea Maicii Domnului” (1909)
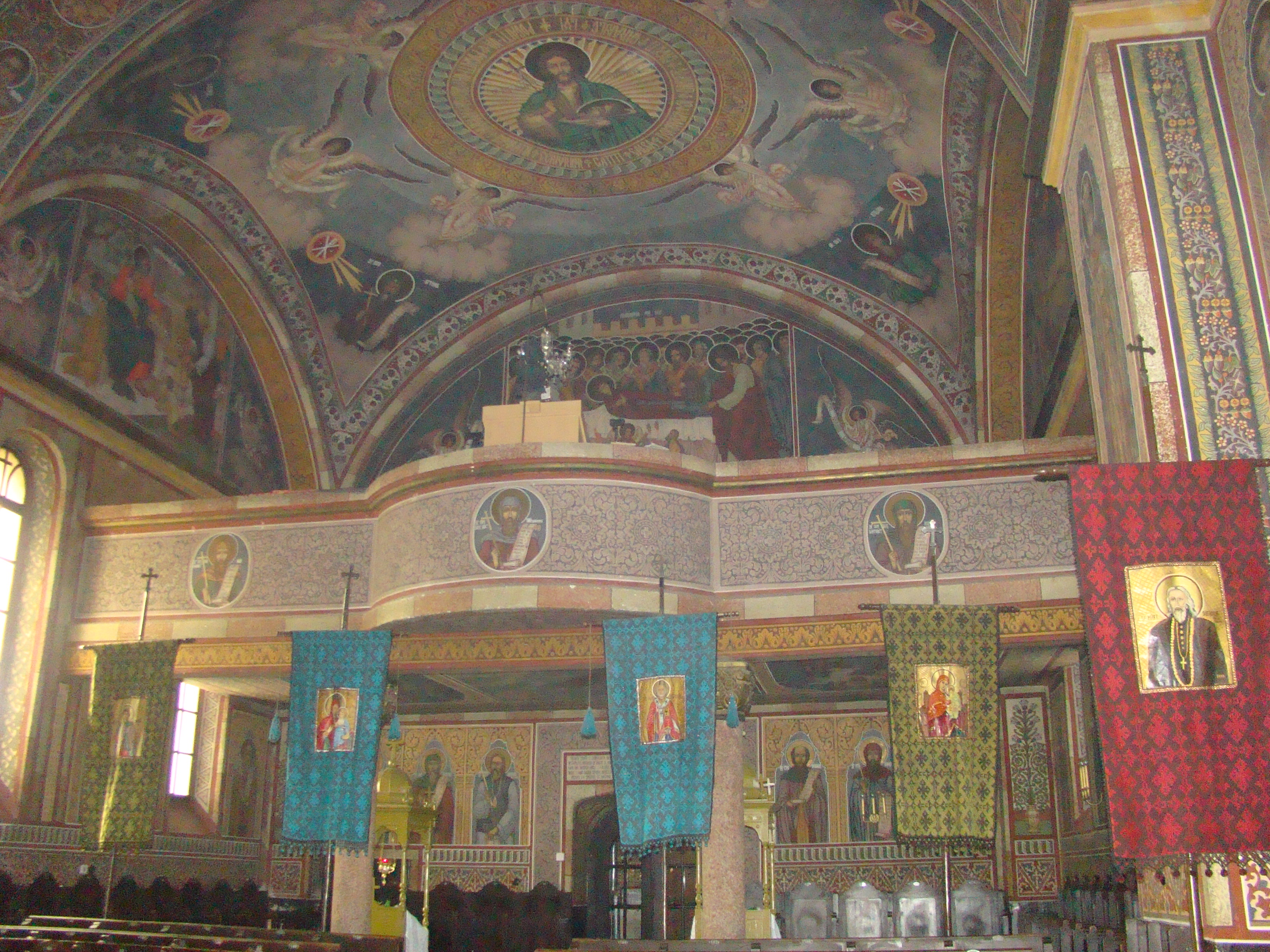
Biserica „Nașterea Maicii Domnului” (interior)
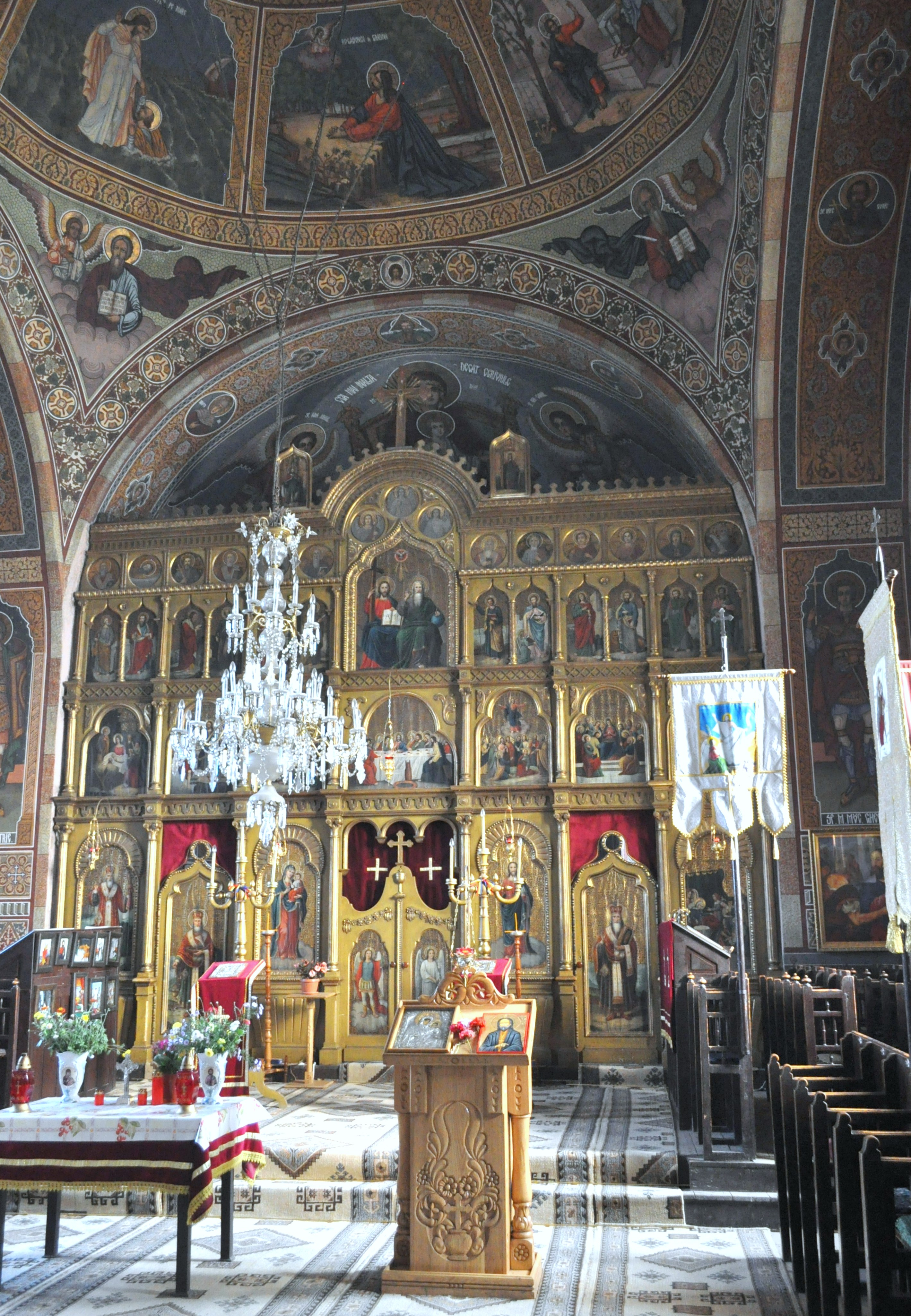
Biserica „Nașterea Maicii Domnului” (interior)
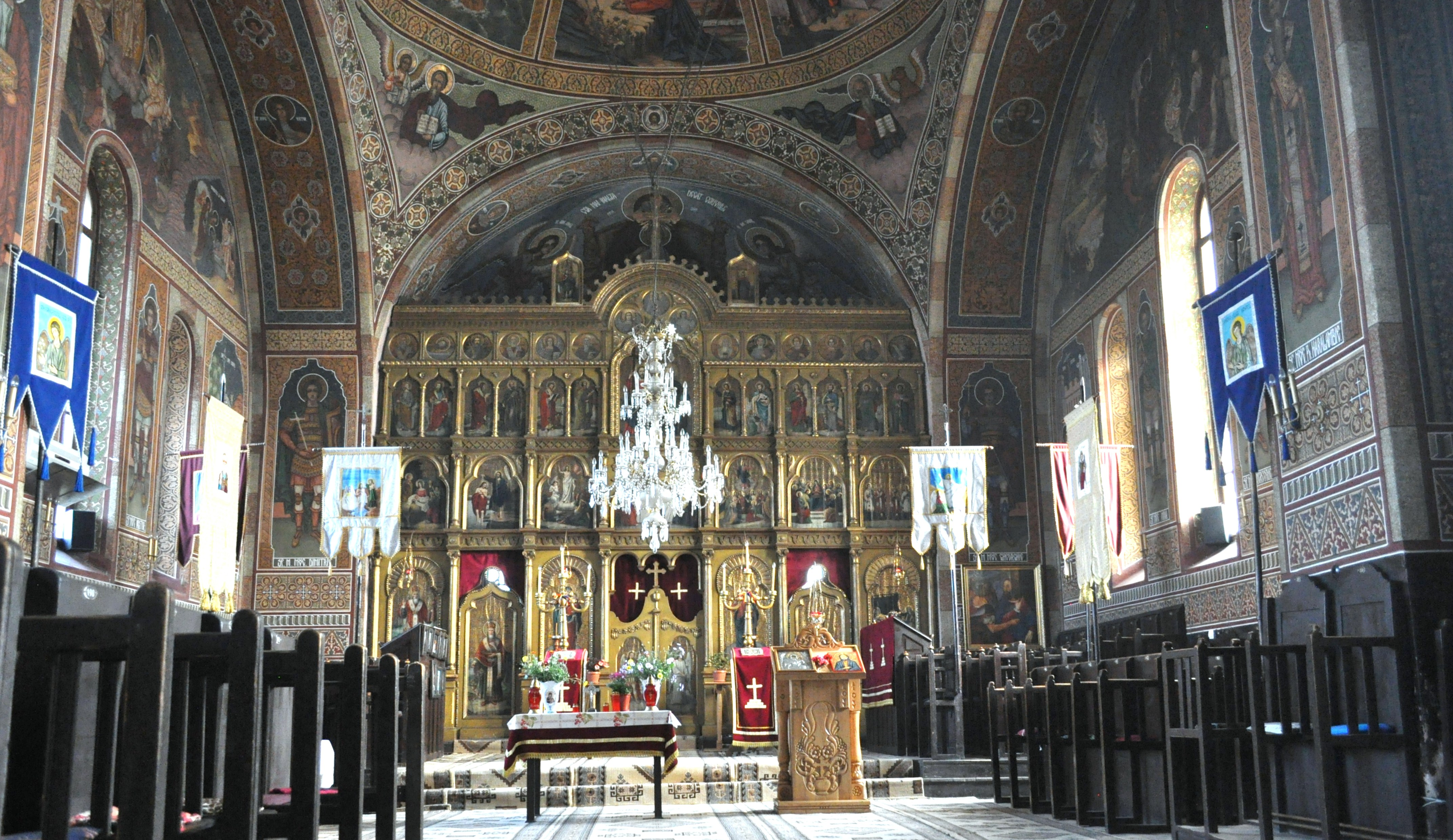
Biserica „Nașterea Maicii Domnului” (interior)
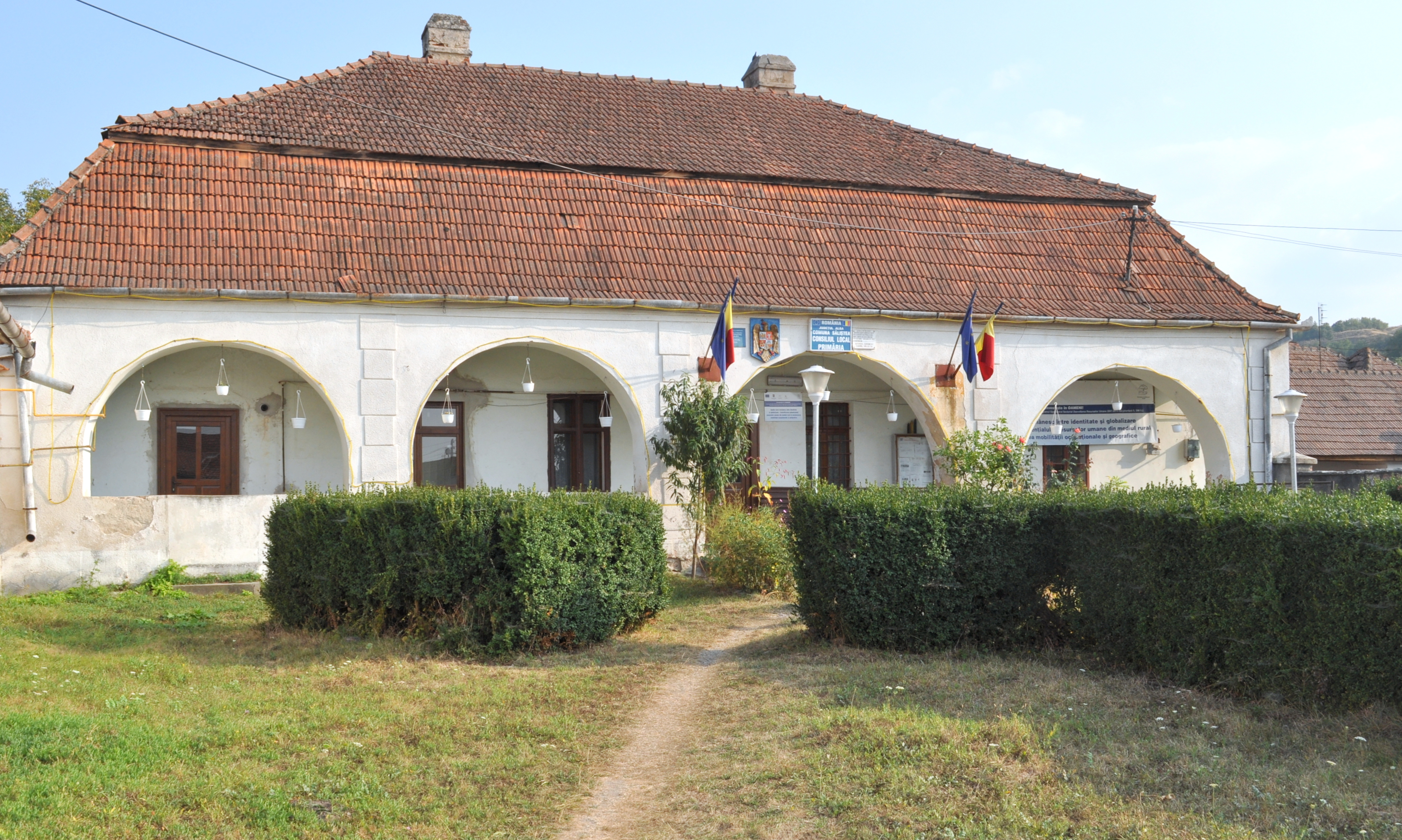
Primăria comunei Săliștea
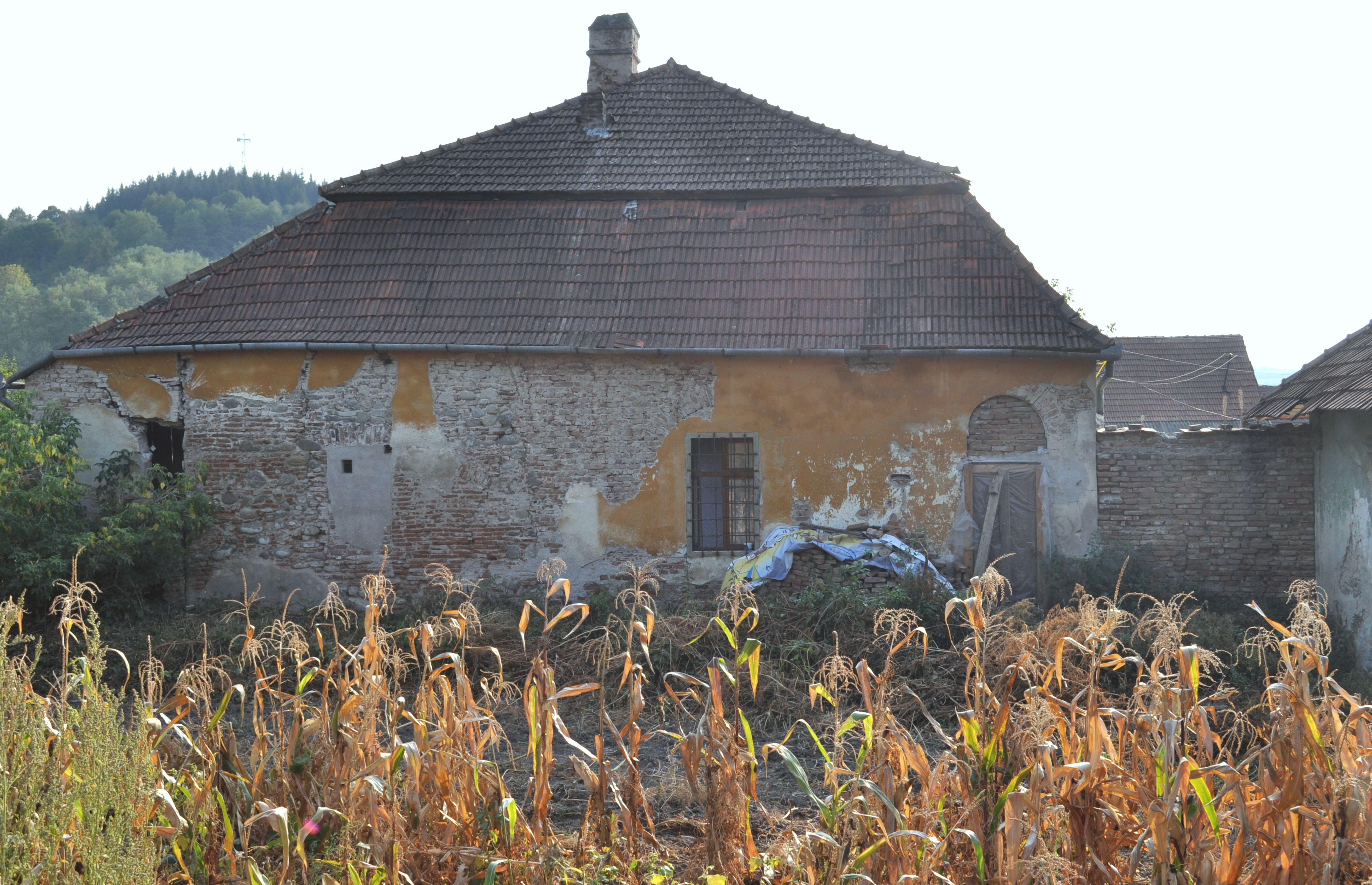
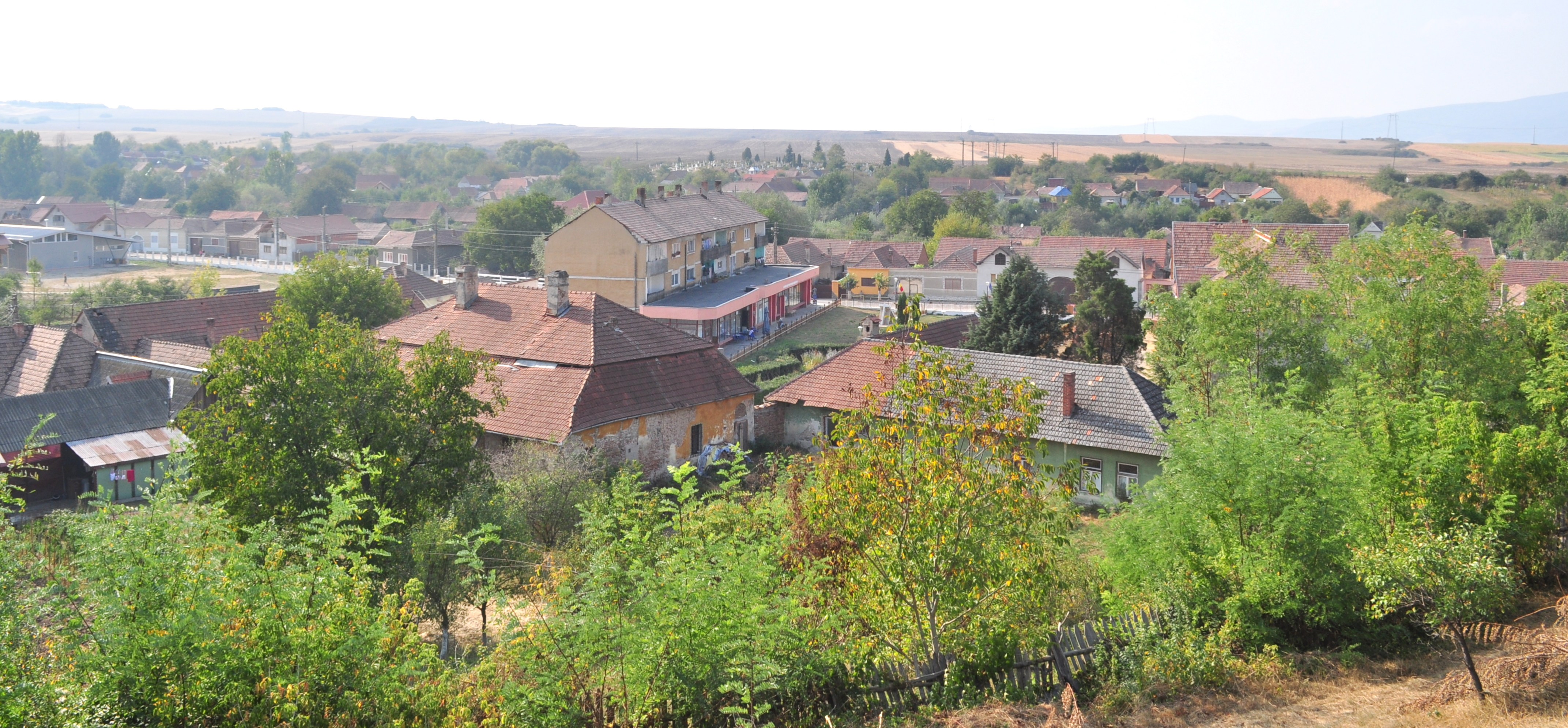
Panoramă
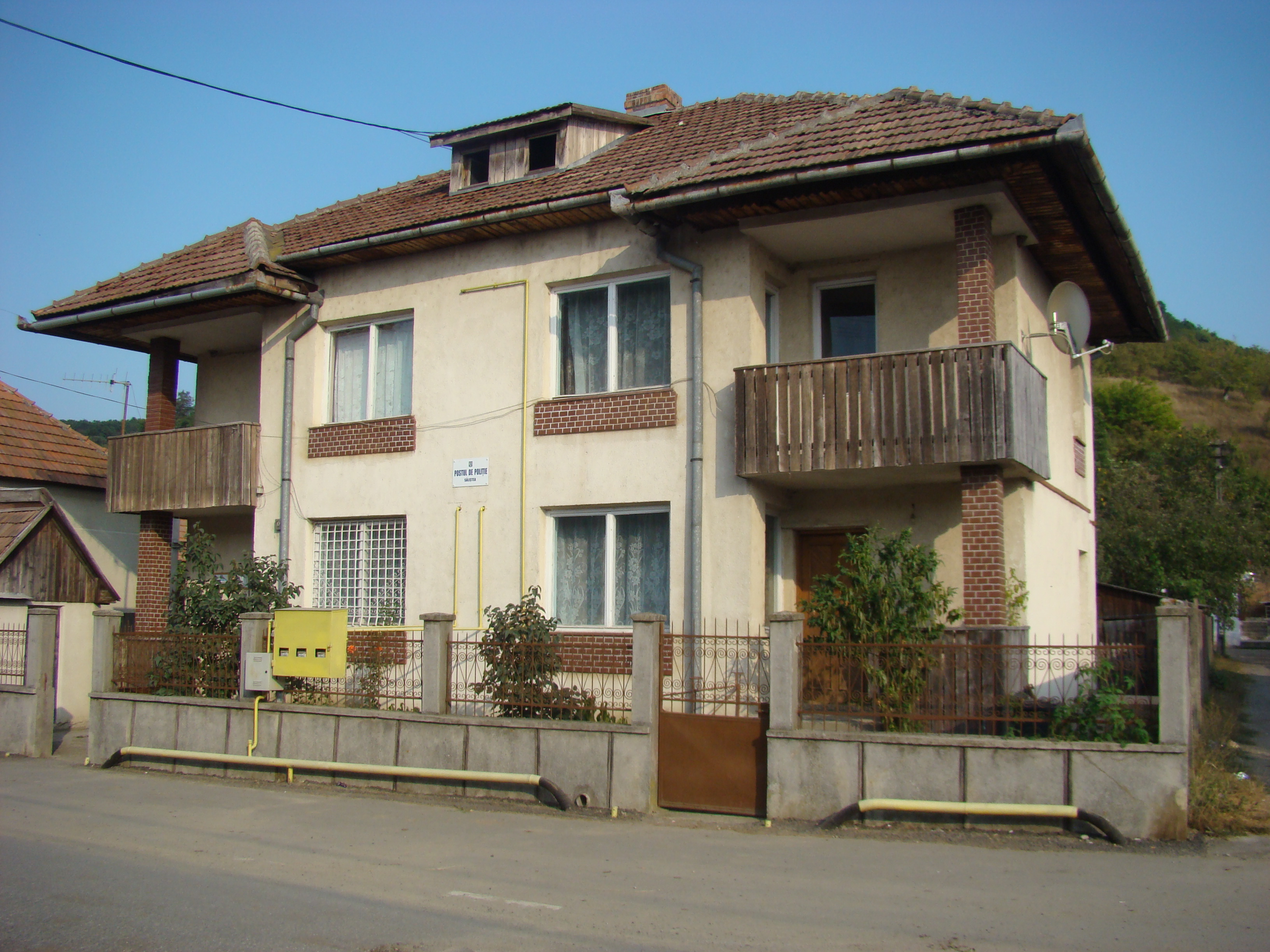
Poliția
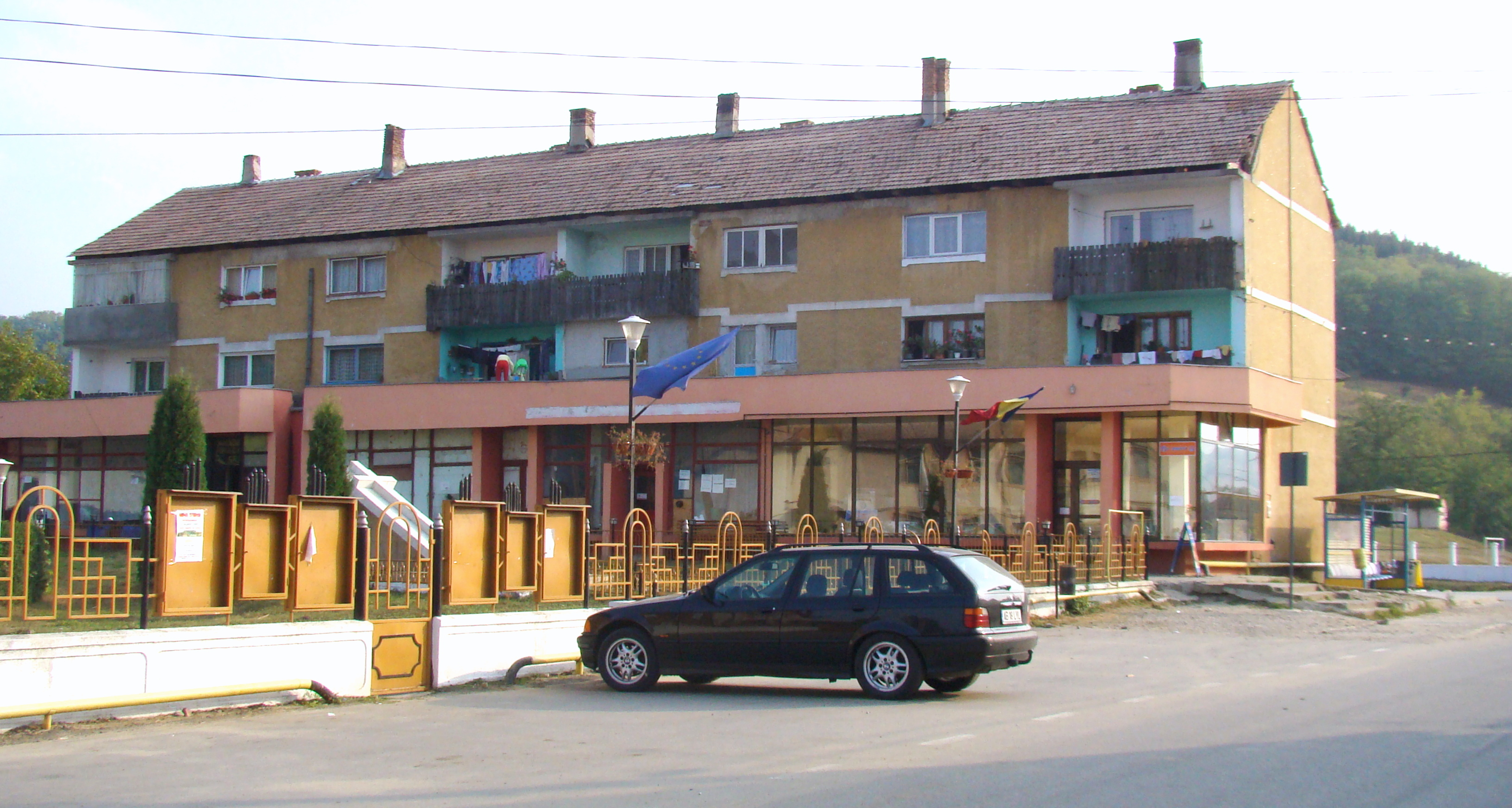
Blocul din centrul comunei
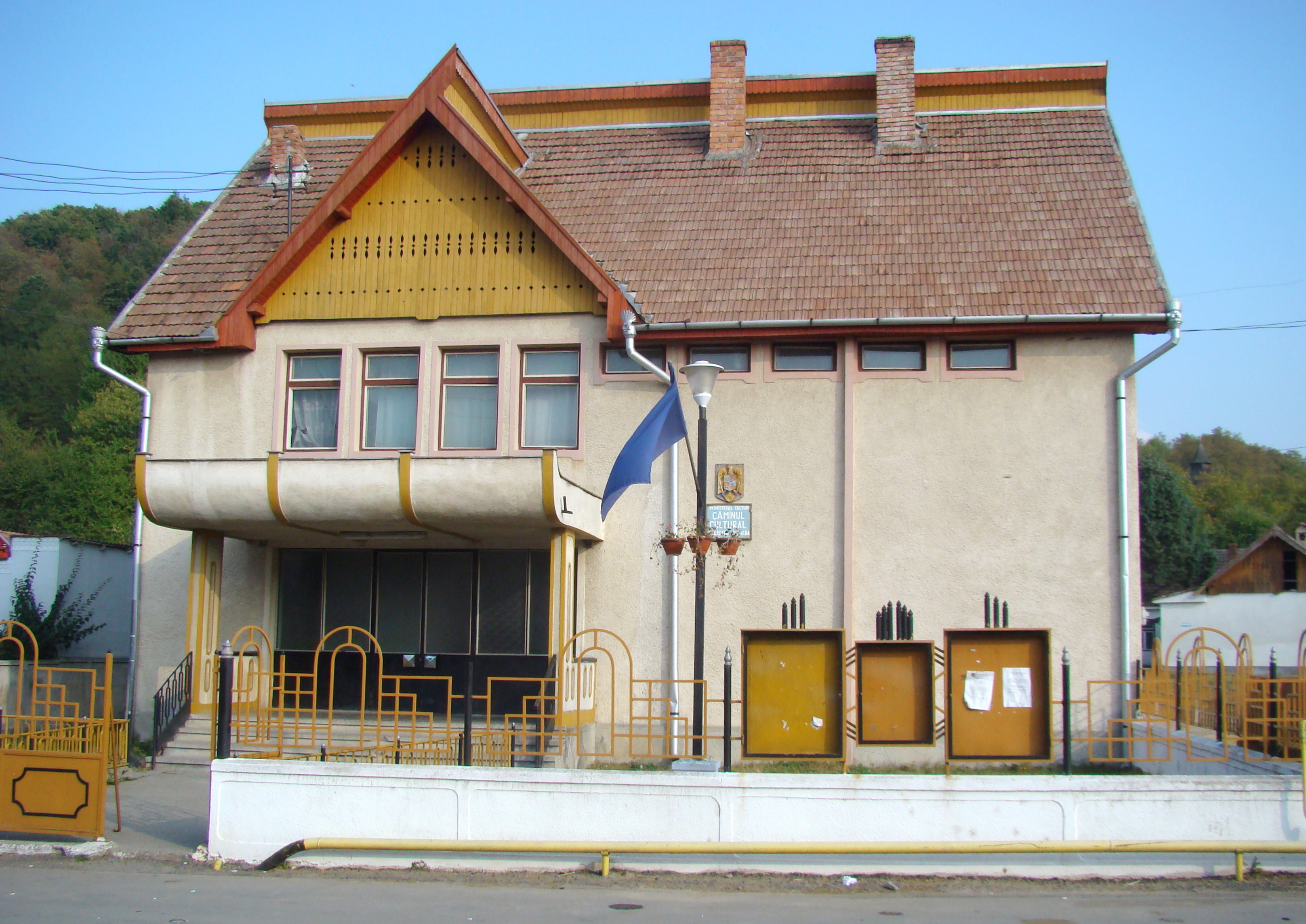
Căminul cultural
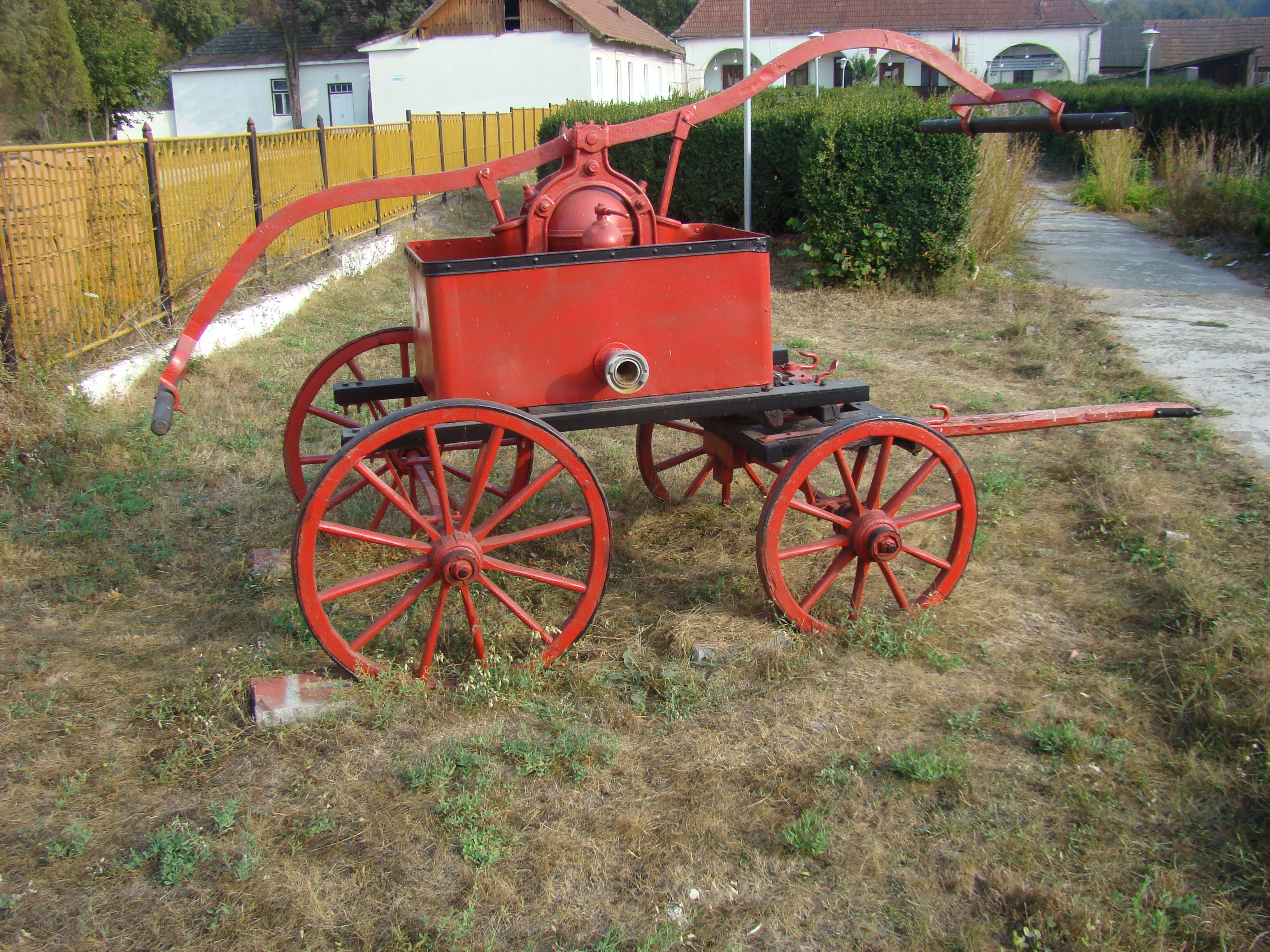
Pompă manuală de stins incendii